# Daggmaskar
Benämningen daggmaskar används ibland även för den högre grupperingen fåborstmaskar (Oligochaeta).
Daggmaskar (Lumbricidae) är en familj i ordningen Haplotaxida. De är tvåkönade (hermafroditer) med fyra par korta borst på varje segment. De för oss vanligaste arterna av daggmask är mycket viktiga för jordens ekologi.
Det finns omkring 670 arter daggmaskar i världen, varav 31 i Sverige och 16 i Finland. Den längsta i Sverige kan bli 30 centimeter lång. Den största daggmasken är den sydafrikanska jättedaggmasken som kan bli upp till 7 meter lång. Daggmaskar bidrar till nedbrytandet av växtmaterial och bidrar på så sätt till egenskaperna hos den lokala jordmånen.
Systematiken är omstridd.
Arter går att identifiera med en bestämningsnyckel utarbetad av Astrid Lofs-Holmin. Det är ett enkelt schema som tar fasta på detaljer i signalementet, eller beteendet som daggmasken har, art för art. De största i Sverige är Lumbricus terrestris och Allolobophora longa som blir upp till 30 cm långa och är ljusröda, men även kompost- och dyngmaskar som Eisenia foetida som är rödrandig och ett vanligt laboratoriedjur.

## Släkten
- Agriodrilus
- Anastylus
- Athecospermia

- Aurantina
- Claparèdilla
- Eisenia
- Eiseniella
- Epitelphusa
- Euaxes
- Kozovetta
- Leptodrilus
- Lumbricus (Daggmask)
- Mesoporodrilus
- Metalamprodrilus
- Neoscoux
- Phreatothrix
- Pseudolumbriculus
- Pseudolycodrilus
- Spelaedrilus
- Teleuscolex
- Thinodrilus